# Lactarius pallidus
Lactarius pallidus (Christian Hendrik Persoon, 1797) este o specie de ciuperci necomestibile din încrengătura Basidiomycota în familia Russulaceae și de genul Lactarius, denumită în popor râșcovul veveriței. Acest burete destul de răspândit coabitează, fiind un simbiont micoriza (formează micorize pe rădăcinile arborilor). În România, Basarabia și Bucovina de Nord crește în șiruri sau cercuri mari, fără pretenție la sol, în păduri de foioase preferat sub fagi, mai rar de asemenea în simbioză cu carpeni și stejari. Apare de la câmpie la munte din (iulie) august până în octombrie (noiembrie).

## Taxonomie
Specia a fost descrisă pentru prima dată de renumitul savant Christian Hendrik Persoon sub denumirea actuală (2018) în cartea sa Tentamen dispositionis methodicae Fungorum din 1797.  În 1801, a redenumit-o fals sub genul Agaricus. De acea, proeminentul om de știință Elias Magnus Fries a retransferat-o la genul Lactarius. Totuși el nu figurează ca inițiator al numelui generic (ce se poate citi nu rar în cărți micologice), pentru că Persoon descrisese soiul cu taxonul corect deja în 1797. Celelalte încercări de redenumire sunt valabile sinonim, dar nefiind folosite, pot fi neglijate.

## Descriere

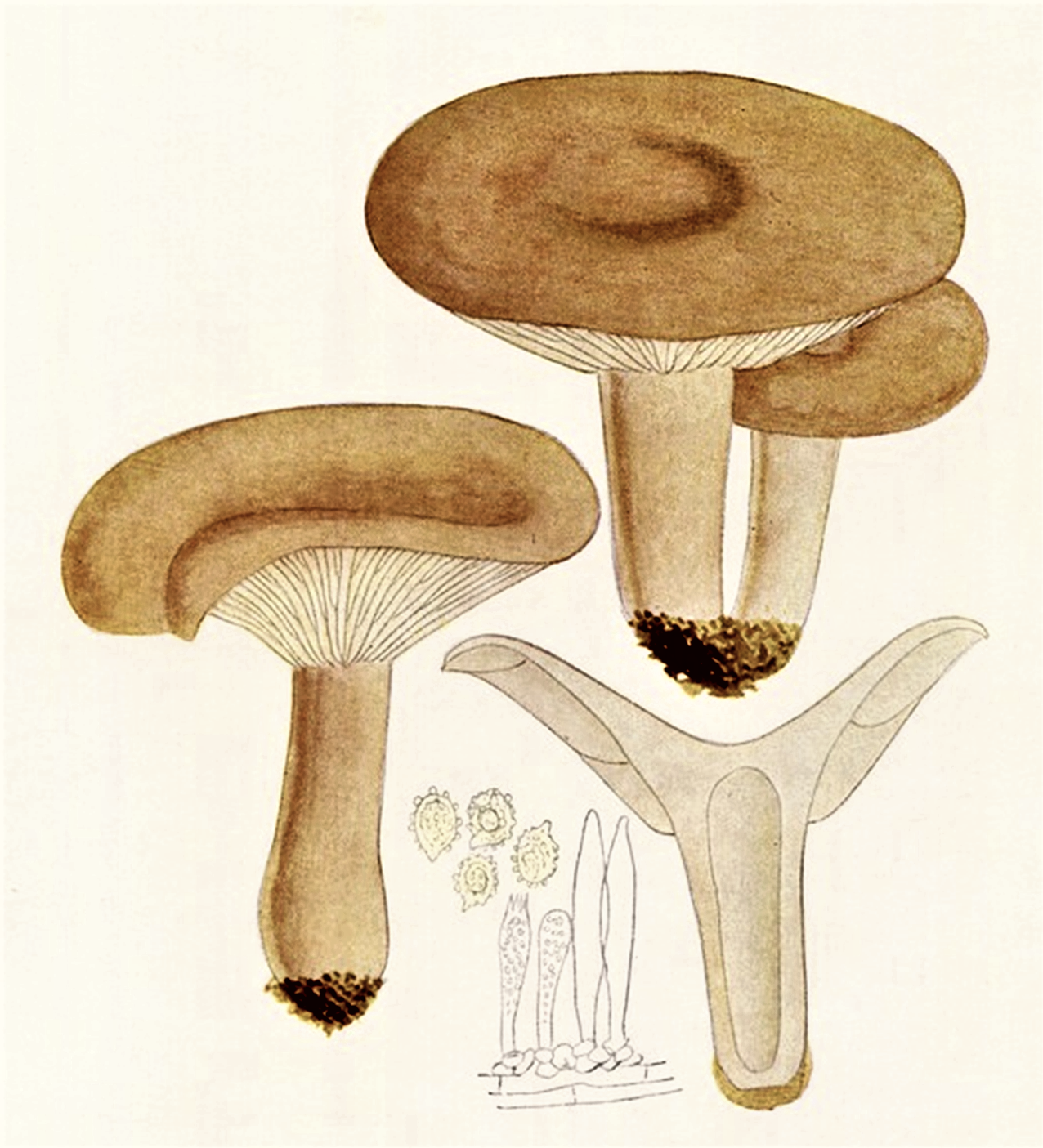
Bres.: Lactarius pallidus

- Pălăria: are un diametru de 5–10 (14) cm, este cărnoasă, ușor elastică, inițial boltită cu marginea ușor pufoasă precum răsfrântă spre picior, devenind apoi din ce în ce mai aplatizată, adâncită în centru, nu rar chiar în formă de pâlnie, deseori ondulată, cu marginea goală și ascuțită. Cuticula este netedă, pe vreme uscată lucioasă, dar la umezeală unsuroasă, aproape vâscoasă și pătată în formă de picături. Nu este zonată. Coloritul variază între galben murdar, ocru-roz și maroniu deschis.
- Lamelele: stau destul de înghesuite, sunt subțiri, inegale, dar nu bifurcate, arcuite, fiind inițial mai degrabă aderate larg la picior, lungindu-se în vârstă și devenind decurente de-a lungul lui. Coloritul este inițial gri-albicios, apoi poate fi rozalb, gri-ocru sau roz-ocru. La apăsare apar pete brune.
- Piciorul: cu o înălțime de 4-8 cm și o lățime de 0,7-2 cm mereu mai scurt ca diametrul pălăriei, este neted, nu lipicios, cilindric, spre bază puțin subțiat și acolo pâslos, tânăr plin, apoi împăiat și la bătrânețe gol pe dinăuntru. Suprafața este de culoarea lamelelor, dar adesea cu nuanțe gri-rozalii, câteodată și pătat gri-brun.
- Carnea: este destul de cărnoasă și ceva elastică, slab gălbuie, colorându-se după o secțiune longitudinală la marginea pălăriei precum la bază galben-ruginiu. Mirosul este slab fructuos, dar gustul, deși în primul moment plăcut, devine repede destul de amar și zgâriind în gât.
- Laptele: nu are același calități ca carnea, ci este blând și rămâne alb, dar capătă nuanțe gri după uscare.[3][4]
- Caracteristici microscopice: are spori ovoidali până lat elipsoidali cu o mărime de 8-10 x 7-8 microni, ușor amiloizi (ce înseamnă colorabilitatea structurilor tisulare folosind reactivi de iod), hialini (translucizi), suprafața fiind presărată de negi mici care sunt crestat-reticulați. Pulberea lor este slab ocru-gălbuie. Basidiile cu 2-4 sterigme fiecare sunt cuneiforme până cilindrice și măsoară 40-50 x 8,5-11,5 microni. Cistidele (celule de obicei izbitoare și sterile care pot apărea între basidii și himen, stratul fructifer) sunt fusiforme cu o mărime de 55-60 x 7-8 microni.[8]
- Reacții chimice: Carnea se colorează cu anilină după două minute roz, apoi roșu, cu fenol mai întâi roșu de vin, apoi brun-purpuriu, cu guaiacol după 10 minute gri-lila, cu Hidroxid de potasiu încet gri-ocru, cu sulfat de fier imediat gri-verzui deschis și cu tinctură de Guaiacum după 20 de minute galben-verzui cu nuanțe gri.[9][10]

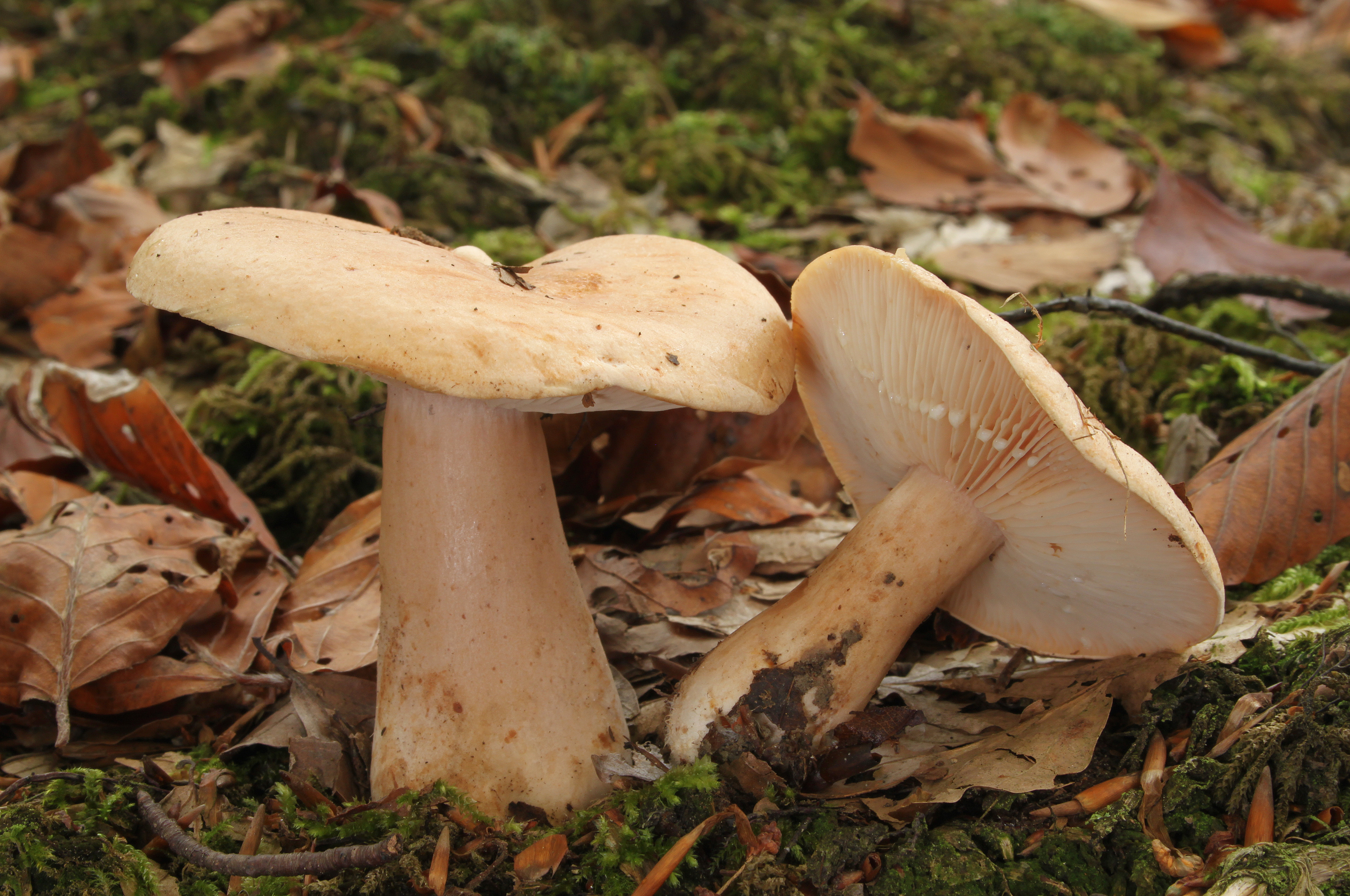
L. pallidus, lamele, lapte și picior
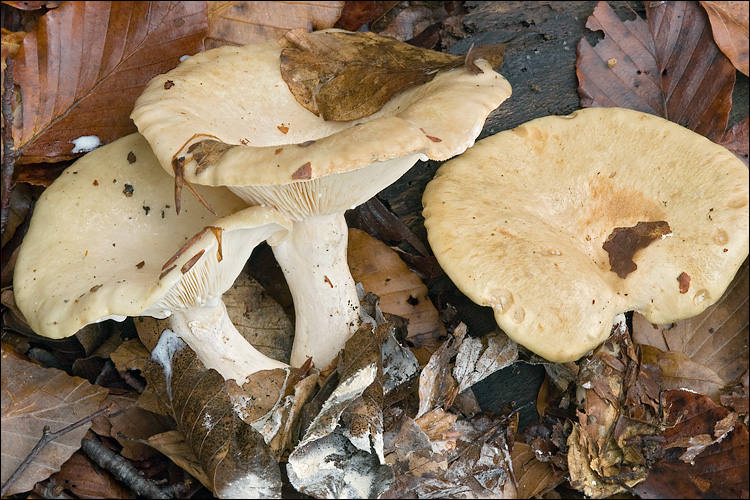
L. pallidus mai în vârstă

## Confuzii
Râșcovul veveriței poate fi confundat preponderent cu specii asemănătoare necomestibile sau otrăvitoare, cu toate foarte iute precum cu 2 soiuri comestibile, dar nu prea gustoase. Exemple sunt: Lactarius albocarneus (necomestibil), Lactarius blennius (necomestibil), Lactarius circellatus (necomestibil), Lactarius flexuosus (necomestibil), Lactarius fluens (necomestibil), Lactarius fulvissimus (comestibil), Lactarius glyciosmus (condiționat comestibil), Lactarius mairei (ușor otrăvitor), Lactarius pubescens (otrăvitor), Lactarius pyrogalus (necomestibil), Lactarius resimus (necomestibil),  Lactarius rufus (necomestibil), Lactarius scrobiculatus (otrăvitor), Lactarius uvidus (necomestibil), Lactarius vietus (necomestibil) și Lactarius zonarius (necomestibil).

## Specii asemănătoare în imagini

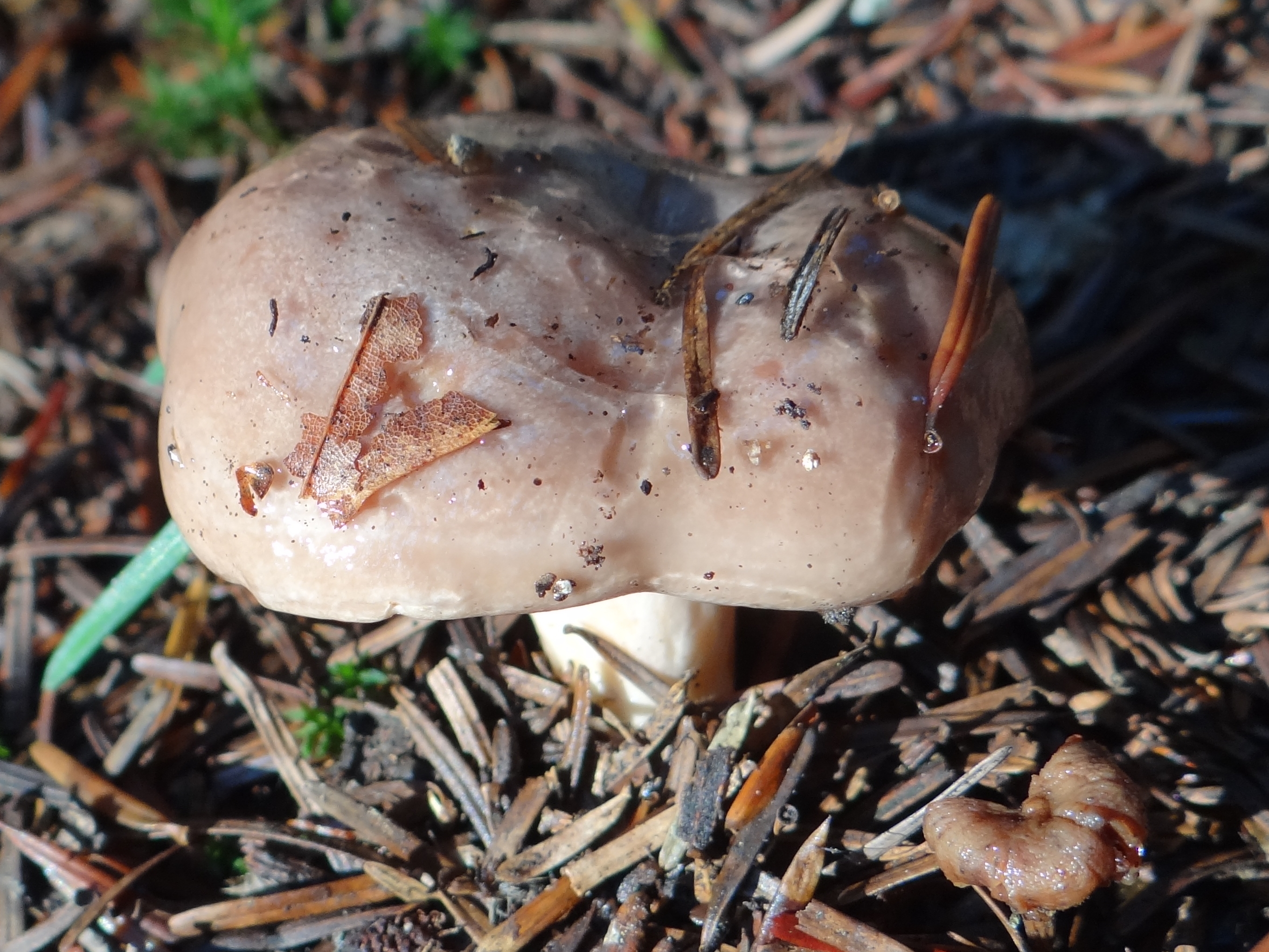
!Lactarius albocarneus!
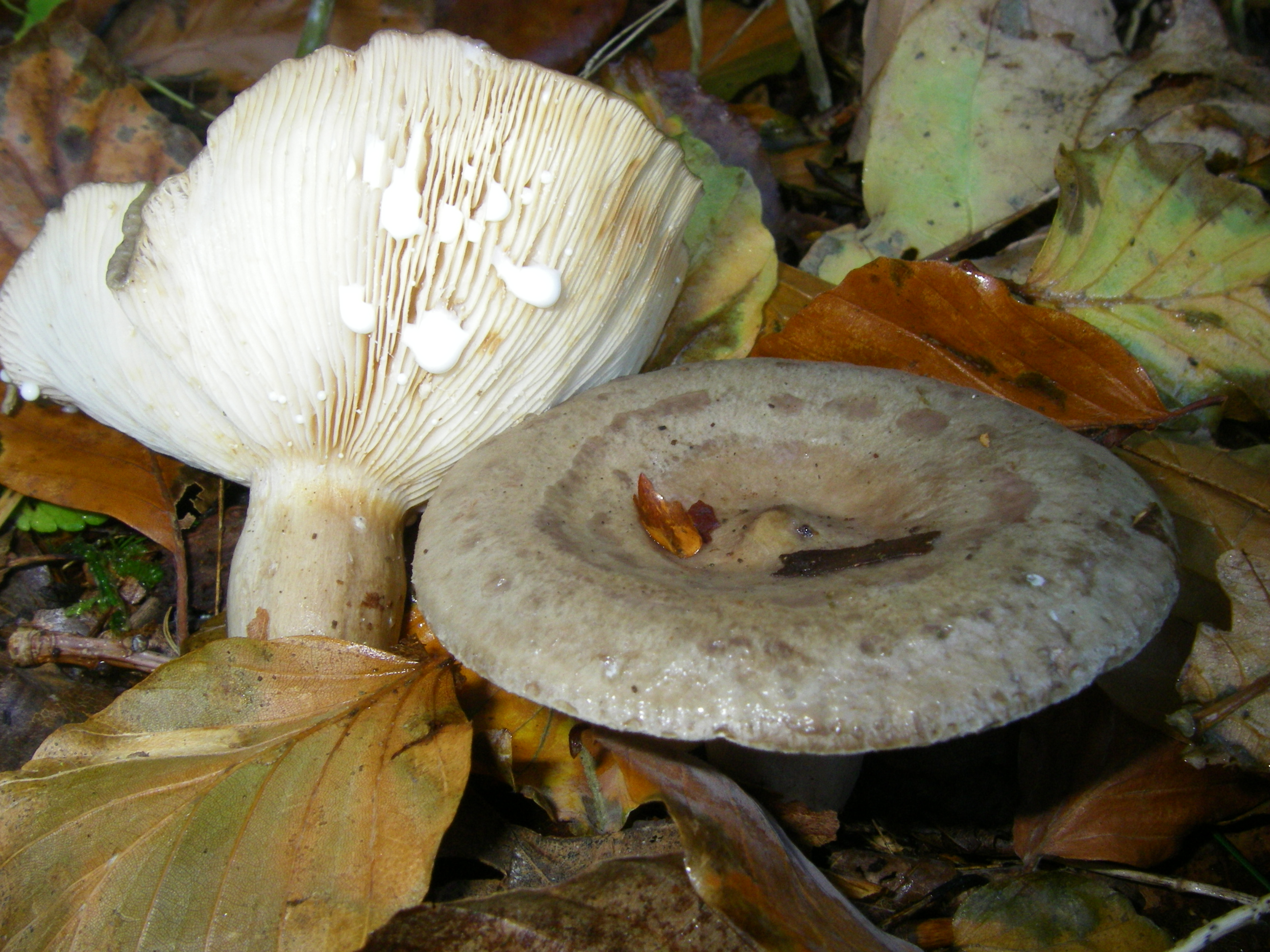
!Lactarius blennius!
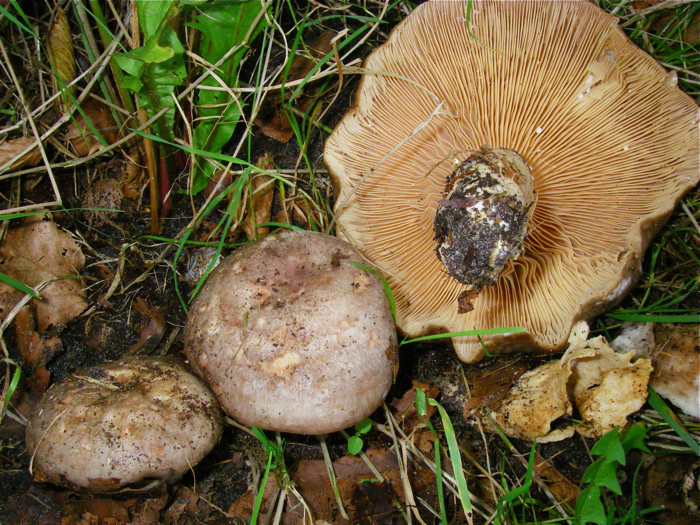
!Lactarius circellatus!
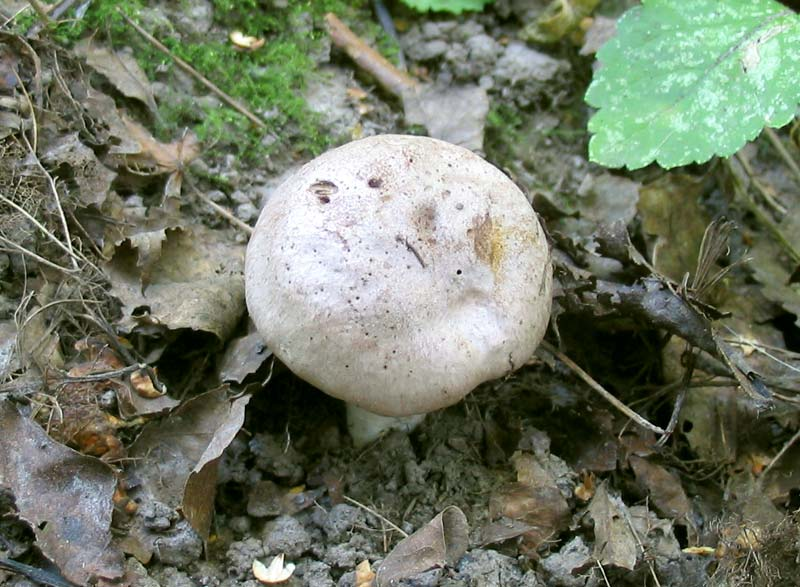
!Lactarius flexuosus!
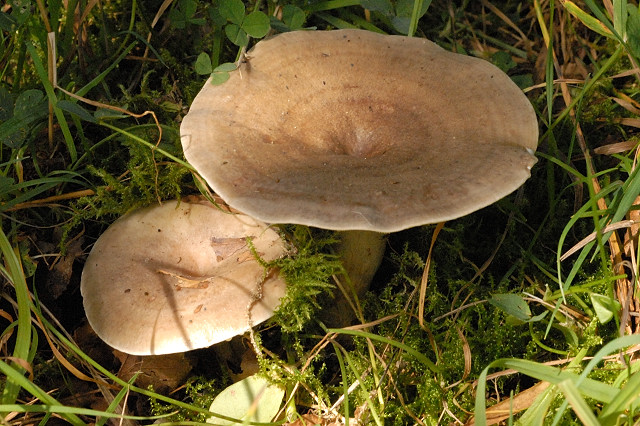
!Lactarius fluens!
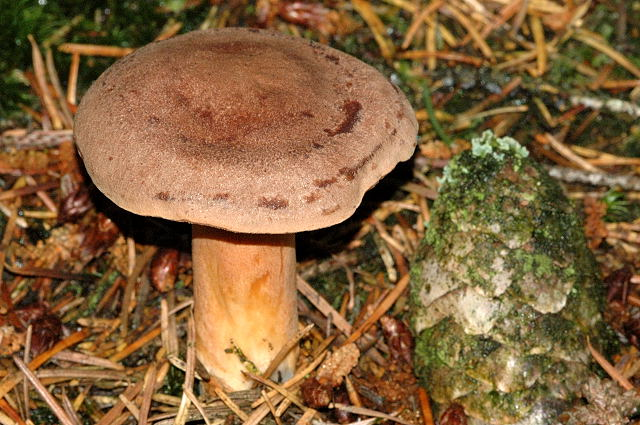
Lactarius fulvissimus
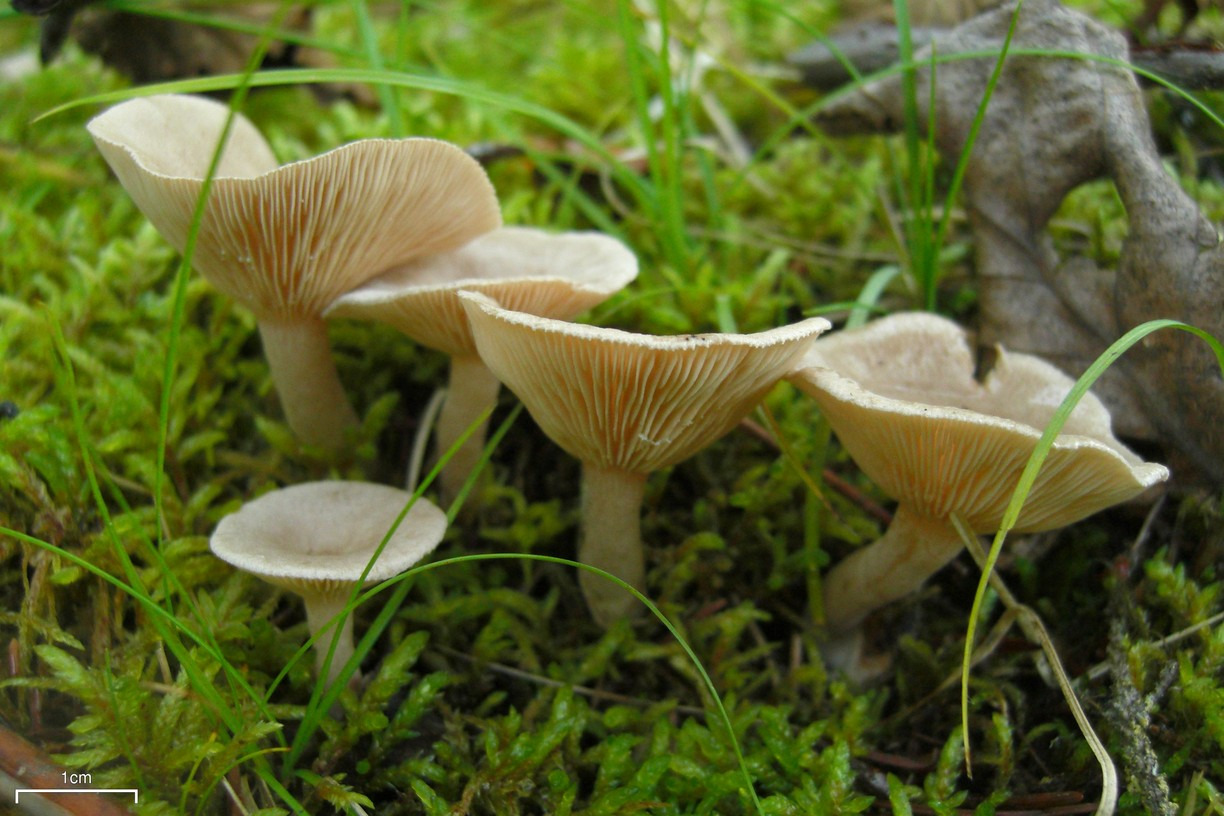
Lactarius glyciosmus
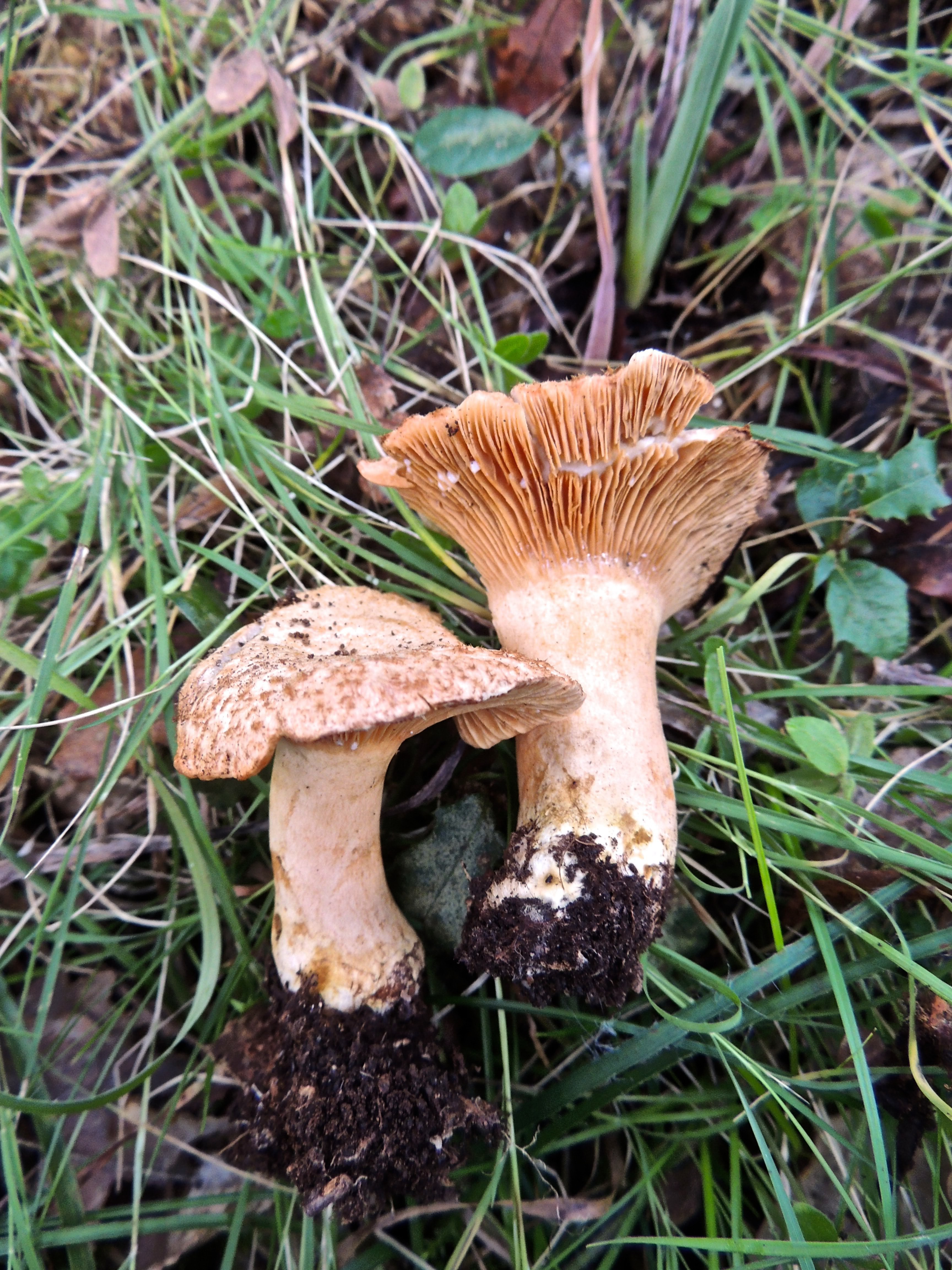
!!Lactarius mairei!!
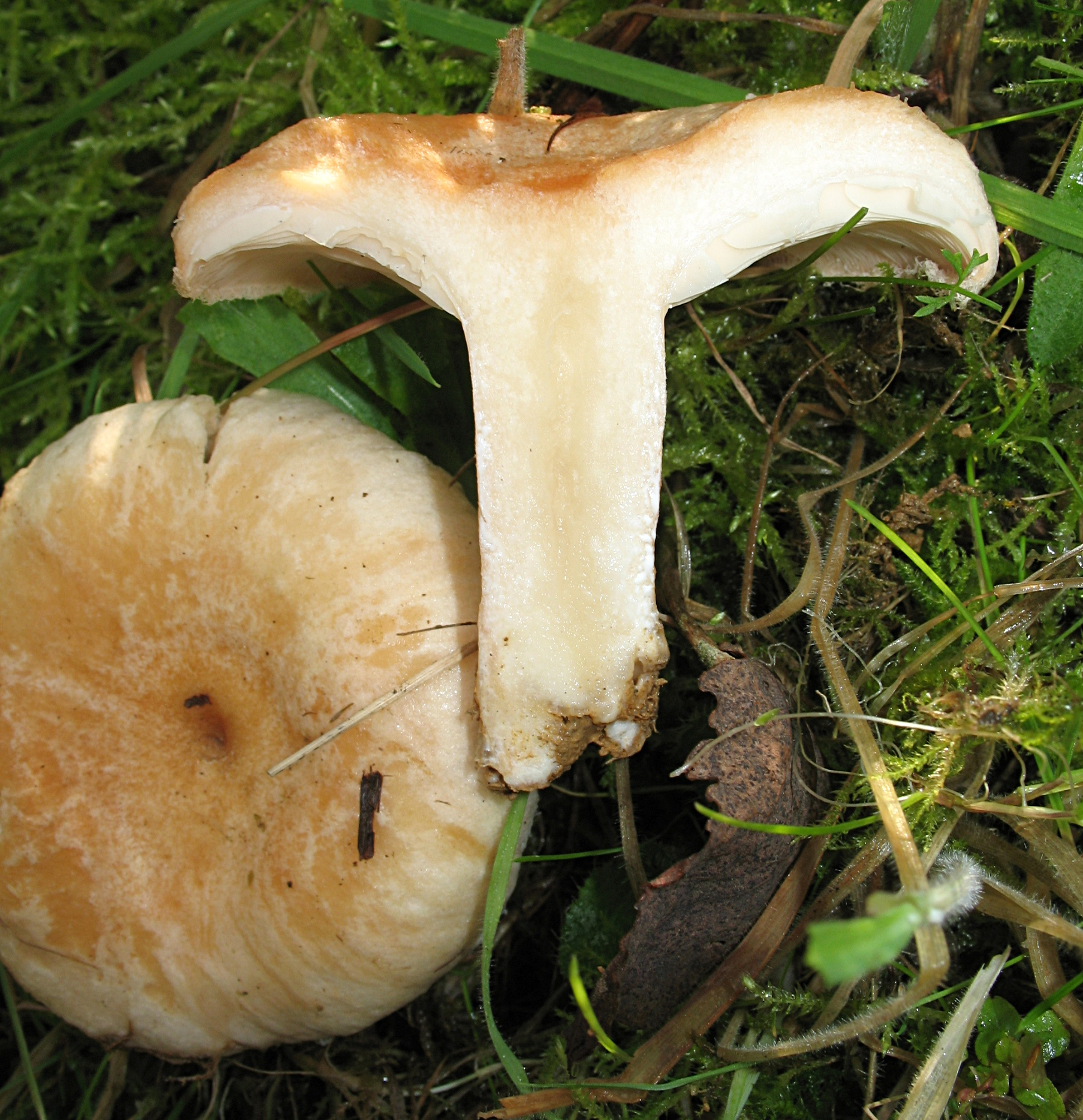
!!Lactarius pubescens!!

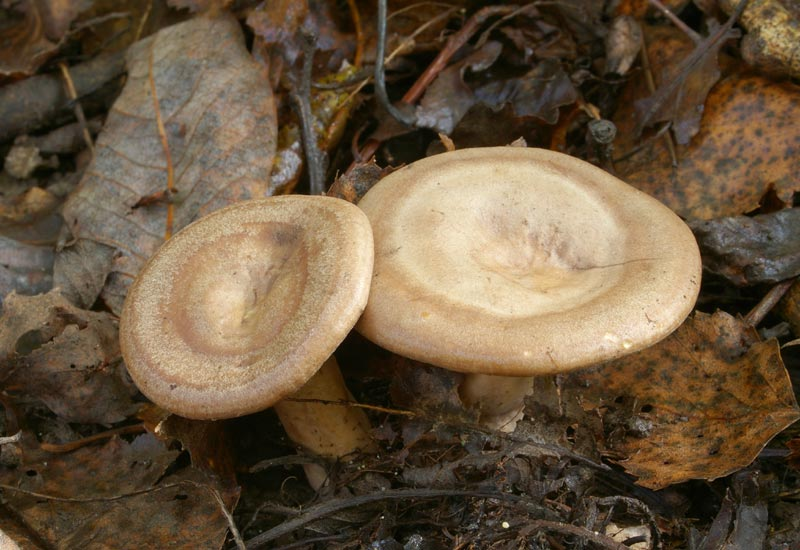
!Lactarius pyrogalus!
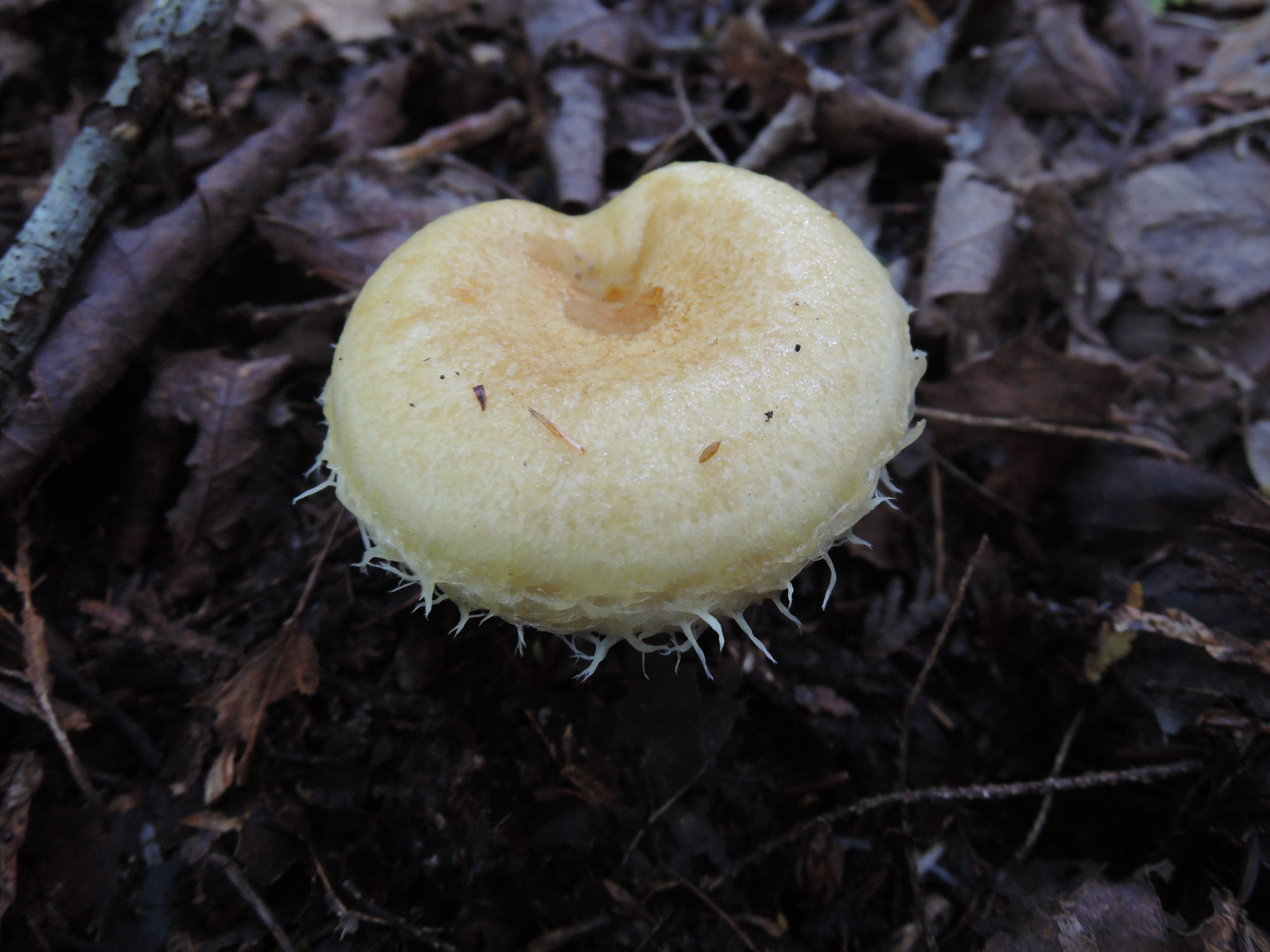
!Lactarius resimus!
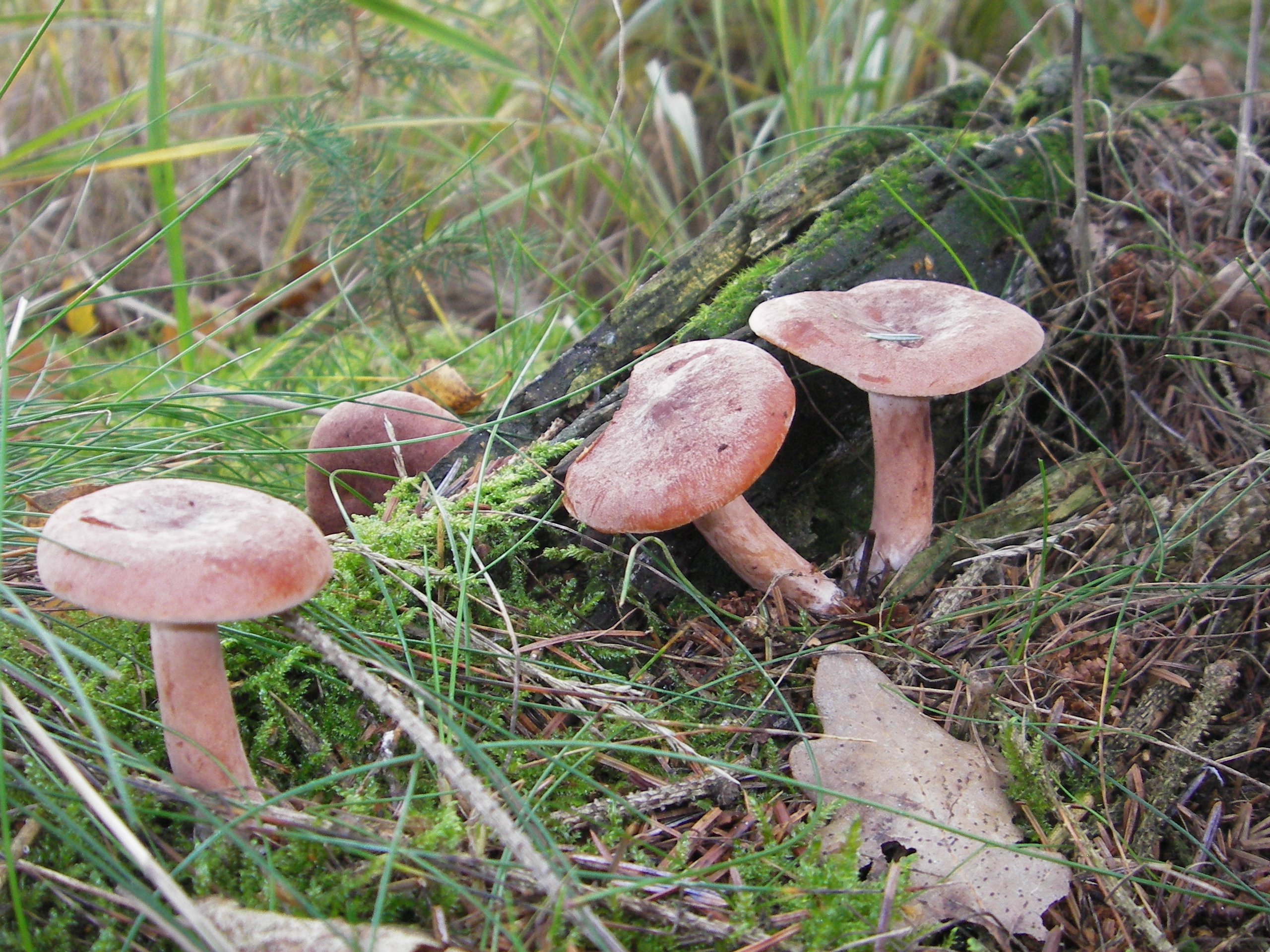
!Lactarius rufus!
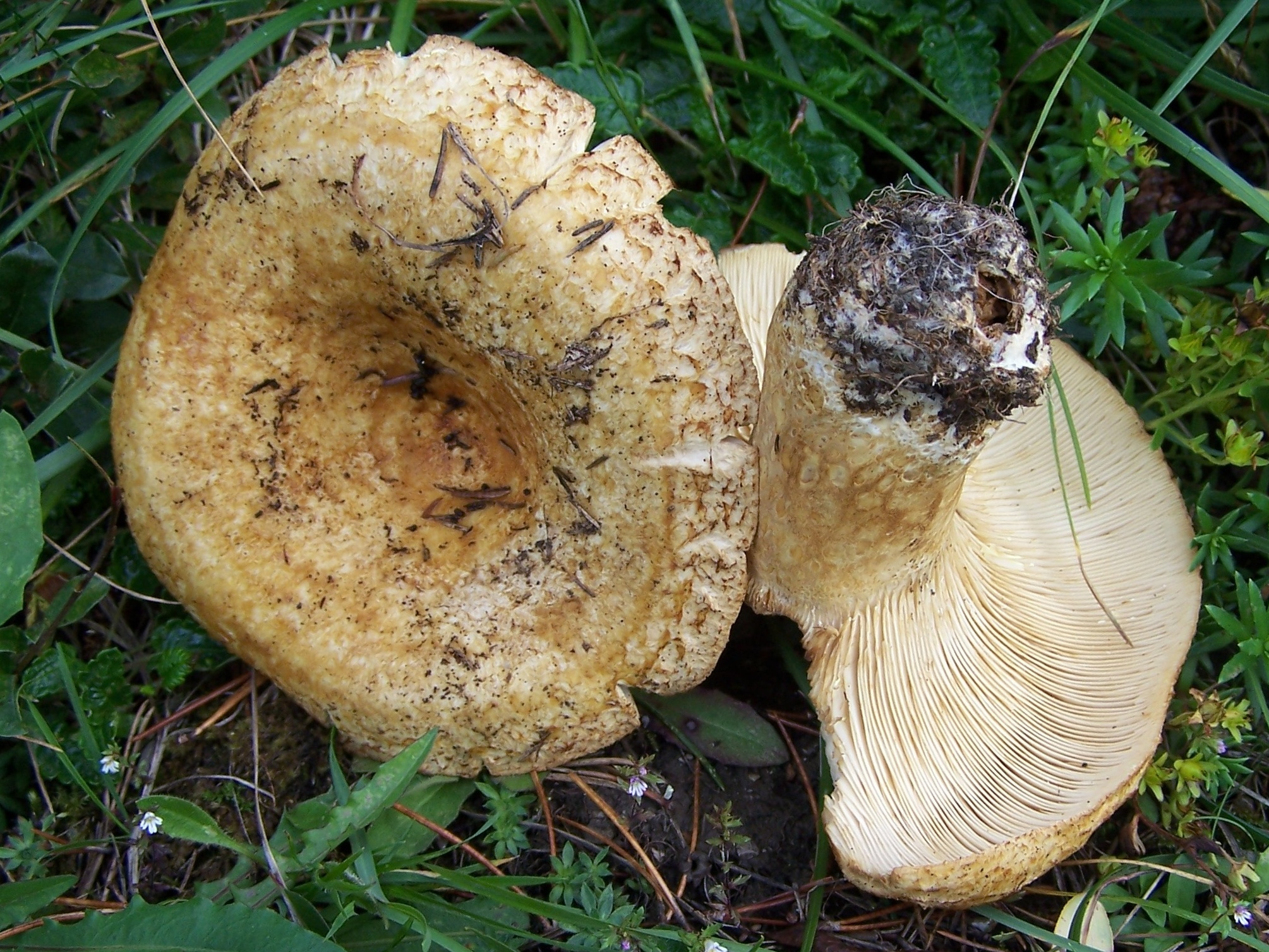
!!Lactarius scrobiculatus!!
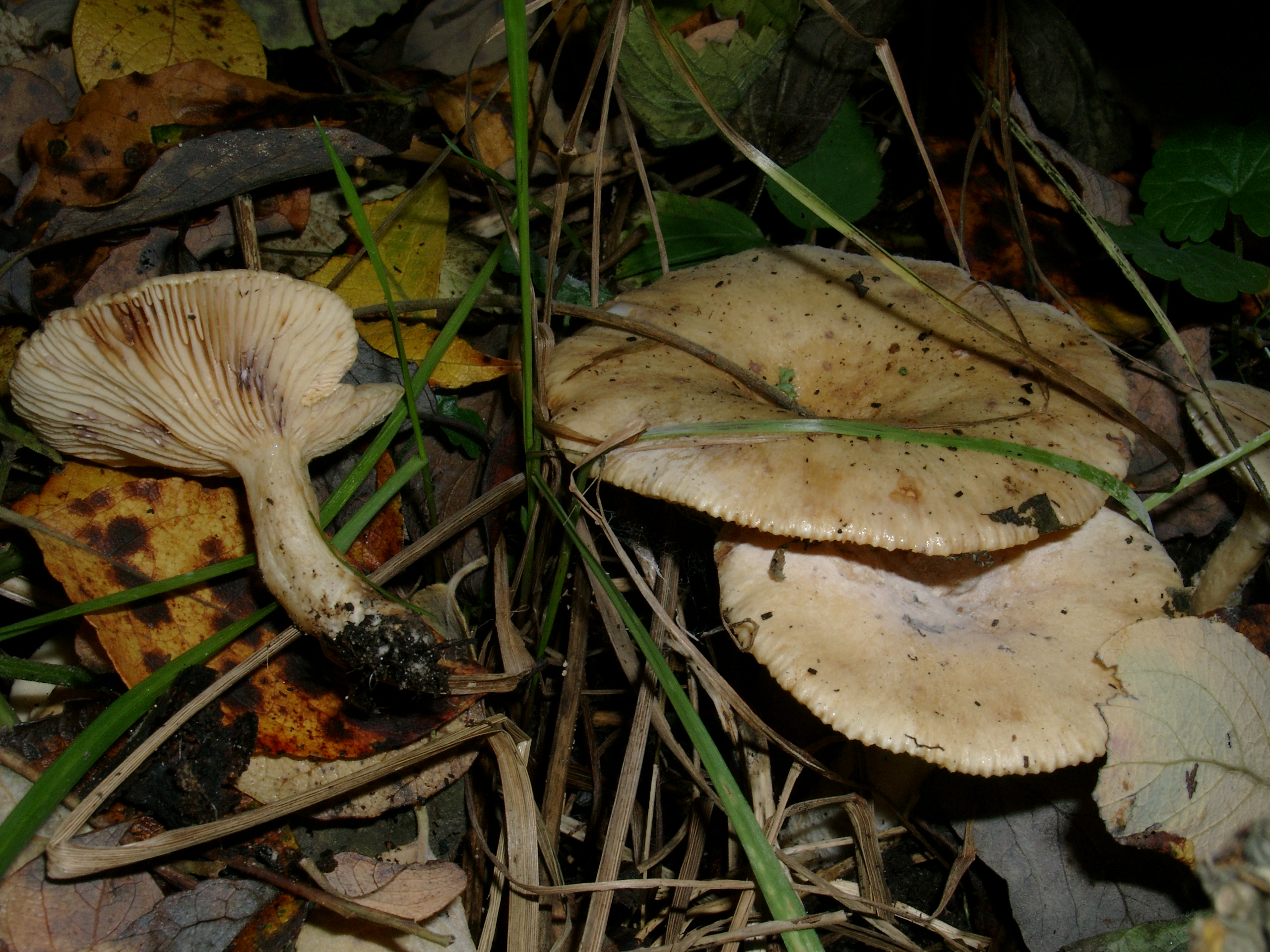
!Lactarius uvidus!
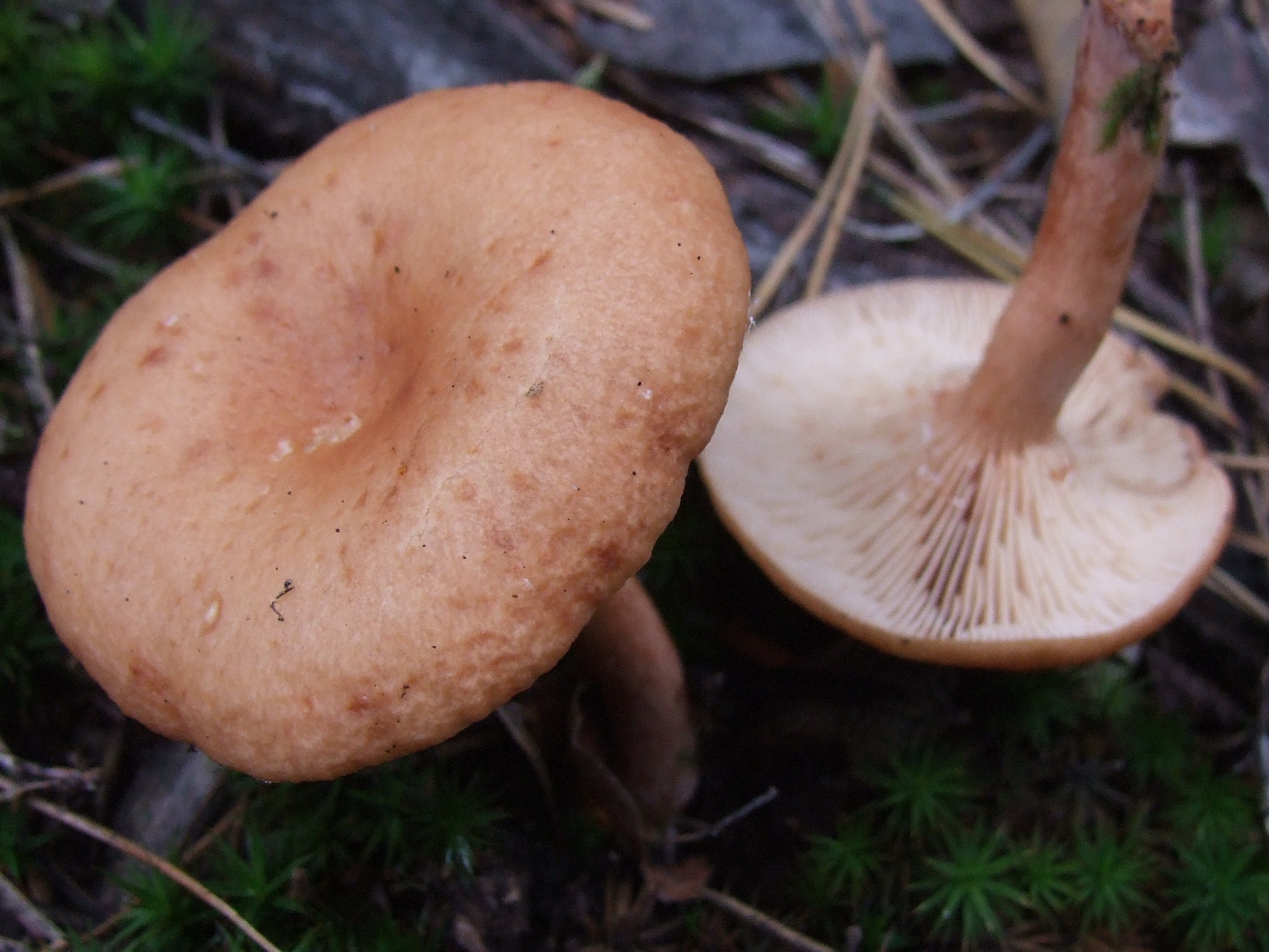
!Lactarius vietus!
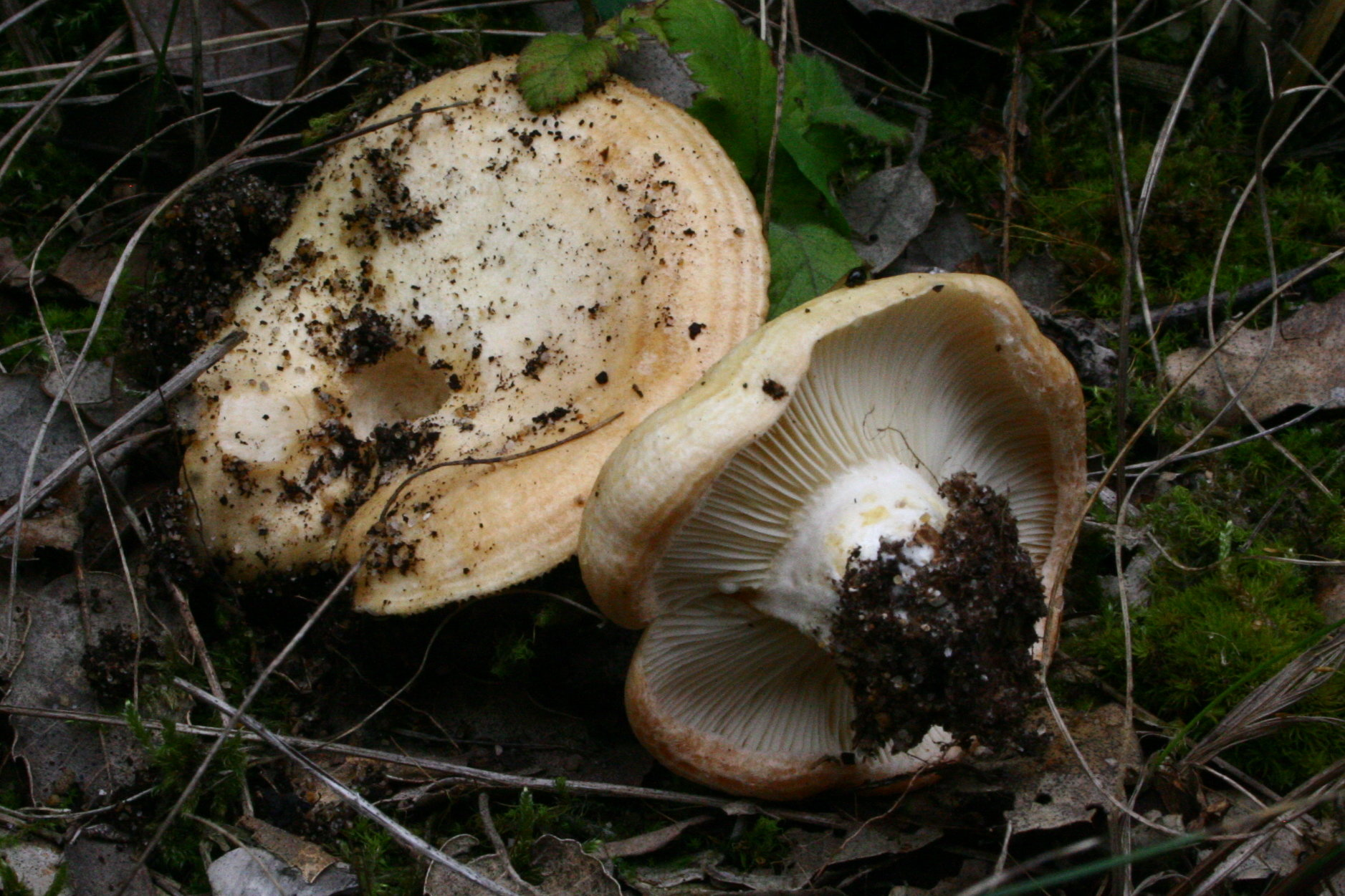
!Lactarius zonarius!

## Valorificare
Râșcovul veveriței este din cauza gustului său amar și zgâriind în mod normal necomestibil. Ciuperca este văzută în Scandinavia chiar otrăvitoare. S-ar putea să conțină terpenoide în doze mici, dar declararea ca specie toxică ar fi exagerat. Există și autori care o declară comestibilă.